# Seznam medailistů na letních olympijských hrách ve vrhačských disciplínách – zaniklé disciplíny

## Medailisté
| Rok  | Disciplína              | Zlato              | Výkon vítěze | Stříbro          | Bronz           |
| ---- | ----------------------- | ------------------ | ------------ | ---------------- | --------------- |
| 1904 | hod břemenem            | Étienne Desmarteau | 10,46 m      | John Flanagan    | James Mitchell  |
| 1908 | hod diskem - řecký styl | Martin Sheridan    | 37,28 m      | Bill Horr        | Verner Järvinen |
| 1908 | hod oštěpem - free styl | Eric Lemming       | 54,44 m      | Michalis Dorizas | Arne Halse      |
| 1912 | vrh koulí – obouruč     | Ralph Rose         | 27,70 m      | Patrick McDonald | Elmer Niklander |
| 1912 | hod diskem – obouruč    | Armas Taipale      | 82,86 m      | Elmer Niklander  | Emil Magnusson  |
| 1912 | hod oštěpem – obouruč   | Julius Saaristo    | 109,42 m     | Väinö Siikaniemi | Urho Peltonen   |
| 1920 | hod břemenem            | Patrick McDonald   | 11,265 m     | Patrick Ryan     | Carl Johan Lind |